# Rász Lánúf-i csata
A Rász Lánúf-i csata a líbiai elnökhöz, Moammer Kadhafihoz hű és a líbiai ellenzék között zajlott Rász Lánúf ellenőrzéséért 2011 március első felében. Ez két nappal a bregai csata után, annak helyszínétől mintegy 80 km-re keletre zajlott le. Miután a felkelők március 4-én elfoglalták a várost, tovább nyomultak nyugat felé, hogy megtámadhassák Szirt városát. A kormány csapatai azonban visszaverték őket, és 11-én Kadhafi csoportja még Rasz Laónfot is visszaszerezte.

## A csata

### Az első ütközet
A felkelők szerint a kormány katonái nehéz tüzérséggel és helikopterekkel támadták őket a repülőtértől mintegy 1 kilométernyire. Valaki azt nyilatkozta, egyszer négy embert látott maga előtt, akikkel robbanás végzett. A felkelők szerint többen elpártoltak a kormány seregéből.
Az éjszaka folyamán a felkelő seregek többször is megpróbálták teljesen elfoglalni Rász Lánúf területét, beleértve a repülőteret és a katonai bázist is. A bázis elfoglalása után a felkelők állítólag 20 holttestet találtak, akik olyan katonák voltak, kik a tűzparancs ellenére nem tüzeltek a felkelőkre.
Rajtuk kívül más halálos áldozatokról is érkeztek hírek, de az elesettek számáról eltérő vélemények kerültek napvilága. A felkelők 16 áldozatról és 31 sérültről számoltak be, míg a szimpatizánsok közül 2 25 katona, és két további pilóta halt meg.
A jelentések szerint Kadhafi-ellenes felkelők a Líbiai Légierő egyik bombázóját március 5-én a városon kívül lelőtték.

### Második szakasz
Március 6-án a felkelők a felkelők Rász Lánúfból Szirt felé nyomultak. Közben a kormány csapatai Bin Dzsávádnál rajtaütöttek a felkelőkön, és megtizedelték a seregeiket. After that, they made a hasty retreat toward Ra's Lanuf where they were bombarded for four days.
A következő három napban a levegőből, szárazföldről és a tengerről is folyamatosan lőtték Rász Lánúfot. 20 felkelő meghalt, legalább 65 megsebesült.
Március 10-én a BBC azt jelentette, hogy Kadhafi ezredes seregei megtisztították a várost a felkelőktől. Az egyik lázadó így nyilatkozott az AFP-nek: "Vesztettünk. Ők rakétákkal támadnak, mi pedig menekülünk. Ez azt jelenti, hogy övék lett Rász Lánúf. " Kadhafi nyugatról és délről a levegőből és a szárazföldről tankokkal, északról, a tenger irányából pedig hajókkal támadta meg a várost. Keletről erősítés érkezett a felkelők részére, de rögtön megtámadták őket, és az egyik parancsnok szerint több tucatnyi harcosát megölték, míg mások nyomtalanul elvesztek. Este a felkelők elhagyták a várost, és keletre védvonalat kezdtek emelni. Rász Lánúfban csak az ellenzék kemény magja maradt. A harcok során 4 ellenzéki meghalt, 36 megsebesült, 65 pedig eltűnt.
Március 10-én este már minden jelentősebb hírforrás arról számolt be, hogy a város elesett, és  több felkelőt megöltek vagy fogságba esett. Kormányzati források szerint 1500 felkelőt fogtak el. A harcok után a Kadhafi ellen lázadók azt tanácsolták a civileknek, hogy hagyják el Brega környékét, mert a kormány erői tovább fognak nyomulni.
Március 11-én délelőtt megérkezett a városba az első, 150 fős kormányzati sereg. Három tank kíséretében próbálták meg elfoglalni a város központját. Ugyanekkor négy hajó is a térségbe érkezett, a fedélzetén 40–50 katonával. Ők a Fadeel hotel közelébe, a tengerparton szálltak ki.  Az ő feladatuk az előző nap még a városban maradt keménymag szétverése volt. A lakóövezeteket sikerrel szállták meg a katonák, de a felkelők még ezután több órán keresztül felügyeletük alatt tartották az olajkitermelés és szállítás területeit.  Délután azonban átcsoportosították az erőiket, és egy ellentámadásban megpróbálták kiűzni a katonűkat a város keleti részeiből. A város nyugati része azonban a kormány kezén maradt, így patthelyzet alakult ki.
Március 12-én a felkelők Rász Lánúfból visszavonultak egy Bregától nyugatra fekvő városba. A felkelők vezetői megerősítették, hogy a Kadhafihoz hű csapatok 20 lm-re kiűzték őket a városból, és elfoglalták az olajfinomítókat. A kormány még aznap külföldi újságírókat vitt a helyszínre, hogy bemutathassa, a terület tényleg elesett.

## Következmények
Miután a város végleg a kormányhoz hű erők kezére került, a csapatok tovább nyomultak kelet felé, elfoglalták Bregát és Adzsdábiját, és elérték Bengázit is. Március 19-én elkezdődött az ENSZ katonai intervenciója. A szövetséges légierők bombázásai visszaszorították a kormány csapatait, így a felkelők ismét megszállták a várost. Március 27-én a Rász Lánúfban állomásozó felkelők megindultak Szirt felé. A felkelők csapatai ennek hatására könnyedén visszaszerezték a várost. Ez nem tartott sokáig, mert a kormány katonái három nappal később bekerítették Rász Lánúfot, és visszaszerezték a területeket.